# Shahmar Alakbarov
Shahmar Zulfugar oglu Alakbarov (en azerí: Şahmar Zülfüqar oğlu Ələkbərov; Gəncə; 23 de agosto de 1943 – Bakú, 12 de agosto de 1992) fue un actor de cine y de teatro y director de cine de Azerbaiyán.

## Biografía
Shahmar Alakbarov nació el 23 de agosto de 1943 en Ganyá.
Estudió en la Universidad Estatal de Cultura y Arte de Azerbaiyán en la clase de Rza Tahmasib y  se graduó en 1964. Desde 1963 empezó a actuar en el Teatro Académico Estatal de Drama de Azerbaiyán.
Shakhmar Alakbarov jugó en 147 películas. En 1987, Shahmar Alekperov rodó su primera película "Examen", basado en un cuento de Anar, "Días de verano de la ciudad".
En 1989 fue galardonado con el título "Artista del pueblo de la RSS de Azerbaiyán".
Shahmar Alakbarov murió el 12 de agosto de 1992 en Bakú y fue enterrado en el Segundo Callejón de Honor.

## Premios
- 1976 - Artista de Honor de la RSS de Azerbaiyán[4]
- 1989 – Artista del pueblo de la RSS de Azerbaiyán